# Форселиус, Эмиль
Эмиль Форселиус (швед. Emil Forselius, 23 ноября 1974, Вестервик, Кальмар — 1 марта 2010 или 2 марта 2010, Стокгольм) — шведский актёр. В 2002 году окончил Шведскую национальную академию пантомимы и актёрского мастерства. Он был награждён премией «Золотой жук» за роль Лассе в фильме «Тик-так».

## Личная жизнь

### Смерть
Форселиус был найден мёртвым в своей стокгольмской квартире 2 марта 2010 года. Он оставил прощальное письмо, и потому причина смерти была определена как самоубийство. Форселиус некоторое время страдал тяжёлой депрессией.

## Фильмография
- 2010 – Валландер — Индриварен
- 2007 – Голубое небо[англ.]
- 2006 – Hombres[англ.]
- 2003 – Deadline-Torp
- 2003 – Belinder auktioner
- 2002 – Stora teatern
- 2001 – Дедлайн[англ.]
- 2000 – Снова голый
- 2000 – Ярость белой воды[укр.]
- 1998 – Beck – Vita nätter[англ.]
- 1998 – Последний контракт
- 1997 – Тик-так[англ.]